# Ким Ђангми
Ким Ђангми (Инчон, 25. септембар 1992), је јужнокорејка спортисткиња која се такмичи у стрељаштву. На Олимпијским играма у Лондону у дисциплини малокалибарски пиштољ освојила је златну медаљу. На Олимпијским играма младих 2010. освојила је златну медаљу у ваздушном пиштољу.